# 碘化铽
碘化铽（化学式：TbI3）是一种无机化合物，为吸湿性固体，熔点946℃。

## 制备
碘化铽可由碘和金属铽反应得到：
2 Tb + 3 I2 → 2 TbI3
碘化铽的水合物可以从溶液中结晶出来，如利用氢碘酸和铽、氧化铽、氢氧化铽或碳酸铽反应：
2 Tb + 6 HI → 2 TbI3 + 3 H2↑
Tb2O3 + 6 HI → 2 TbI3 + 3 H2O